# أودري غارلاند
أودري غارلاند هي متزلجة فنية كندية، ولدت في 24 ديسمبر 1912، وتوفيت في 4 فبراير 1969 في دلراي بيتش في الولايات المتحدة.

## وصلات خارجية
- أودري غارلاند على موقع اللجنة الأولمبية الدولية (الإنجليزية)
- أودري غارلاند على موقع أوليمبيديا (الإنجليزية)
- أودري غارلاند على موقع اللجنة الأولمبية الكندية (الإنجليزية)